# Dolichopteryx anascopa
Dolichopteryx anascopa är en fiskart som beskrevs av Brauer, 1901. Dolichopteryx anascopa ingår i släktet Dolichopteryx och familjen Opisthoproctidae. IUCN kategoriserar arten globalt som otillräckligt studerad. Inga underarter finns listade i Catalogue of Life.